# Macromesus africanus
Macromesus africanus is een vliesvleugelig insect uit de familie Pteromalidae. De wetenschappelijke naam is voor het eerst geldig gepubliceerd in 1963 door Ghesquière.